# Walter Da Pozzo
Walter Da Pozzo (Vico Equense, 1º gennaio 1964 – Roma, 14 ottobre 2019) è stato un attore, drammaturgo e sceneggiatore italiano.

## Biografia
Walter Da Pozzo nacque a Vico Equense (Napoli) il 1º gennaio 1964; nel 1983 si trasferì a Roma per frequentare l'Accademia d'Arte Drammatica Silvio d'Amico. Nella capitale lavorò come attore di teatro, di cinema e di televisione, e infine come autore drammatico. Fu diretto più volte da Marco Tullio Giordana. 
È morto a causa di un tumore il 14 ottobre 2019 all'età di 55 anni.

## Opere letterarie

### Produzione teatrale
- Delfino di terra fuori dal guscio di...
- Lettera a un padre
- La promenade des Anglais
- Un'ora di pace
- Nettezza urbana (rappresentata nel 2012).
- Dog sitter
- Fratello invisibile
- Paludi, Pupazzi e Fantasmi
- 3bipedi &1estintore
- L'odore dell'erba tagliata
- Appena passa il traghetto

### Produzione narrativa
- Colori, miracoli e ombre di un eroe ciabattino, edito nel marzo 2007 dalla Graus (opera prima) e prefatto da Andrea Camilleri. Premio speciale della Giuria al Premio Nazionale di poesia e narrativa “Il Litorale” 2008. Terzo classificato al Premio Nazionale di Narrativa Villa Morosini 2008.

## Filmografia

### Cinema
- Diavolo in corpo, regia di Marco Bellocchio (1986)
- Il lungo silenzio, regia di Margarethe von Trotta (1993)
- Pasolini, un delitto italiano, regia di Marco Tullio Giordana (1995)
- Poliziotti, regia di Giulio Base (1995)
- La felicità non costa niente, regia di Mimmo Calopresti (2003)
- La meglio gioventù, regia di Marco Tullio Giordana (2003)
- Quando sei nato non puoi più nasconderti, regia di Marco Tullio Giordana (2005)
- Didone errante, regia di Francesco Randazzo (2007) - cortometraggio

### Televisione
- L'Echo, regia di Maurice Faelvich (1986)
- Discorsi massimi di Galileo, regia di Piero Mechini (1989)
- Basso napoletano, regia di M. Cuscona (1993)
- Lettera ad un padre, regia di M. Cuscona (1993)
- Casa famiglia, regia di Riccardo Donna (2001) - serie TV
- La squadra, regia di Donatella Maiorca (2003) - serie TV
- Diritto di difesa, regia di Donatella Maiorca (2004) - serie TV
- La stagione dei delitti, regia di Donatella Maiorca (2006) - serie TV
- Don Matteo, regia di Giulio Base (2008) - serie TV, episodio 6x17

## Teatro
- Le due Commedie in Commedia, di Giovan Battista Andreini, regia di Luca Ronconi. Prodotto dalla Biennale di Venezia e dal Teatro di Roma (1983-1984)
- La fidanzata povera, di Aleksandr Nikolaevič Ostrovskij, regia di Luca Ronconi (1985-1986)
- Caterina di Heilbronn, di Heinrich von Kleist, regia di Lorenzo Salveti (1986-1987)
- La figlia di Iorio, di Gabriele D'Annunzio, regia di Lorenzo Salveti. Prodotto dall'Accademy D'Animation. (1987)
- Piece noire, di Enzo Moscato, regia di Chèrif. Prodotto da Nuova Scena di Bologna (1987)
- Don Giovanni, di Molière, regia di Enzo Vetrano e Stefano Randisi. Prodotto da Nuova Scena di Bologna. (1989)
- L'angelo dell'altrove, di Giorgio Celli, regia di Gabriele Marchesini. Prodotto da Nuova Scena di Bologna (1989)
- Giardino d'autunno, di Diana Raznovich, regia di Stefano Randisi. Prodotto da Nuova Scena di Bologna (1989)
- Capriccio con sibilla, di Italo Dall'Orto, regia di Francesco Randazzo. Prodotto dal Festival Internazionale di Amsterdam (1990)
- La frontiera, di Franco Vegliani, regia di Maria Luisa Bigai. Prodotto dall'Accademia Silvio D'Amico (1991)
- Romeo e Giulietta, di William Shakespeare, regia di Lorenzo Salveti. Prodotto dallo Stabile dell'Aquila (1991)
- Trasformazioni, di Maria Letizia Compatangelo, regia di Massimo Manna. Prodotto dallo Stabile dell'Aquila (1992)
- The knac, di Ann Jellicoe, regia di Andrea Camilleri (1993)
- Addio amore, di Franco Cuomo, regia di Mimmo Mongelli (1993)
- L'ultimo brunch del decennio, di David Osorio Lovera, regia di Patrick Rossi Gastaldi.  Prodotto dal Teatro La Cometa di Roma (1994-1995)
- Tempo zero[2][3] di Pierpaolo Palladino, regia di Roberto Gandini, prodotto da Teatro la Cometa (1995)
- Magic, di Gilbert Keith Chesterton, regia di Mario Scaccia (1995)
- I drammi marini, di Eugene O'Neill, regia di Chèrif. Prodotto dalla Famiglia delle Ortiche (1996)
- Romolo il Grande, di Friedrich Dürrenmatt, regia di Giulio Pampiglione (1996)
- Notturno di donna con ospiti, di Annibale Ruccello, regia di Enrico Maria Lamanna (1996-1997)
- Uno sguardo dal ponte, di Arthur Miller, regia di Teodoro Cassano (1997)
- La forza dell'abitudine, di Thomas Bernhard, regia di Tito Piscitelli. Prodotto dal Teatro Il Vascello (1999)
- Il malato immaginario, di Molière, regia di Mario Scaccia, con Mario Scaccia. Prodotto da Europa 2000 (1999)
- Miseria e nobiltà, di Edoardo Scarpetta, regia di Nanni Garella]. Prodotto da Nuova Scena (2001)
- Più o meno alle tre, di Andrej Longo, regia di Emanuela Giordano. Prodotto dal Teatro La Cometa di Roma (2001)
- Per il bene di tutti, di Francesco Randazzo, regia di Francesco Randazzo (2001)
- J & H, di Francesco Randazzo, regia di Francesco Randazzo. Teatro Keiros di Roma
- Nettezza Urbana, di W. Da Pozzo. Teatro dell'Orologio (Roma). Regia di F. Randazzo.
- Macbeth,  di William Shakespeare. Teatro Tordinona (Roma). Regia di Giovanni Lombardo Radice.